# It Should Happen to You
It Should Happen to You (pt: Uma rapariga sem nome / br: Demônio de mulher) é um filme estadunidense de 1954, do gênero comédia romântica, realizado por George Cukor.
O filme foi produzido pela Columbia Pictures Corporation, a trilha sonora é de Frederick Hollander, a fotografia de Charles Lang, a direção de arte de John Meehan, o figurino de Jean Louis e a edição de Charles Nelson.

## Sinopse
Em Nova Iorque, Gladys Glover acaba de perder o seu emprego como modelo. Ela conhece Pete Sheppard, um cineasta que fazia pesquisas para um documentário no Central Park. Para ele foi amor à primeira vista, mas Gladys tem outras coisas na cabeça, como ter o seu nome conhecido.
Esta oportunidade aparece quando ela vê um espaço ideal para uma grande loja e, usando as suas economias, aluga-o por três meses, só para ver o seu nome escrito ali. Porém Evan Adams III, um empresário, também queria aquele espaço. Após negociar arduamente com Gladys, ela acaba cedendo o espaço em troca de seis lojas em pontos estratégicos da cidade.
Enquanto Adams tenta seduzi-la, o nome Gladys Glover vai ficando conhecido por toda a cidade e isto acaba por atrair a atenção da mídia.

## Elenco
- Judy Holliday .... Gladys Glover
- Peter Lawford .... Evan Adams III
- Jack Lemmon .... Pete Sheppard
- Michael O'Shea .... Brod Clinton
- Vaughn Taylor ....Entrikin
- Connie Gilchrist .... sra. Riker
- Walter Klavun .... Bert Piazza
- Whit Bissell .... Robert Grau
- Melville Cooper .... dr. Manning
- Jack Kruschen
- John Saxon

## Principais prémios e nomeações
- Recebeu uma indicação ao Oscar de melhor figurino em preto e branco.